# Mike Baker
Mike Baker (ur. 2 września 1963, zm. 29 października 2008) – wokalista amerykańskiego zespołu progresywno-metalowego Shadow Gallery.

## Życiorys
Mike był nieodłączną częścią Shadow Gallery już od 1985 roku, kiedy to zespół nazywał się jeszcze Sorcerer. Głównymi inspiracjami dla stylu prezentowanego przez Mike'a byli Alice Cooper, Ronnie James Dio z Black Sabbath, Rob Halford z Judas Priest oraz Bruce Dickinson z Iron Maiden.
Baker na początku był wokalistą samoukiem, a w czasie szkoły średniej w zespołach muzycznych grywał głównie na gitarze basowej. Zdając sobie jednak sprawę z tego jak trudno jest grać i śpiewać w tym samym czasie, porzucił naukę gry na gitarze basowej na rzecz śpiewania. Przed dołączeniem do Sorcerer, we wczesnych latach 80. Mike brał udział w nagraniu kilku dem z lokalnymi zespołami, takimi jak Nasty Nasty czy Axxis.
Mike Baker wziął udział w nagraniu albumu holenderskiego multiinstrumentalisty Arjena Lucassena. Zaprosił on go do swojego projektu Ayreon, aby wziął udział w nagraniu albumu The Human Equation. Mike zaśpiewał w utworze Day Sixteen: Loser, który potem ukazał się na singlu.
Informacja o śmierci Mike'a pojawiła się na oficjalnej stronie internetowej Shadow Gallery 31 października 2008 roku. Mike Baker zmarł 29 października 2008 roku, w wieku 45 lat z powodu zawału serca.